# Omfartsvejen (Holbæk)
 For alternative betydninger, se Omfartsvejen. (Se også artikler, som begynder med Omfartsvejen)
Omfartsvejen (tidligere betegnet Omkørselsvejen) er en to sporet omfartsvej der går sydvest om Holbæk. Vejen er en del af sekundærrute 155 der går fra Ringstedvej syd for Roskilde via Omfartsvejen uden om Holbæk til Løgtved ved Svebølle. 
Omfartsvejen blev etableret som en samlet vejstrækning, belagt med cementbeton, der blev ført uden om landsbyerne Store Grandløse, Gammelbro, Springstrup og Allerup (som havde mærket et stigende trafik af lastvogne), og det nye vejanlæg med to nye broer henholdsvis under og over Nordvestbanen ved Store Grandløse og Allerup åbnede januar 1940 med det formål at lede trafikken uden om Holbæk Centrum, så byen ikke belastes af unødvendig gennemkørende trafik.
Den godt 6,5 km lange vej forbinder Roskildevej i øst (ved Store Grandløse) med Kalundborgvej i vest (ved Tuse), og har forbindelse til Store Grandløse, Vallestrupvejen, Sandmosen, Gammelbrovej, Valdemar Sejrsvej, Langerød, Sports Alle (Holbæk Sportsby), Søstrupvej, Springstrupvej 